# Édouard I. de Beaujeu
Édouard I. de Beaujeu (* 11. April 1316; † 8. Juni 1351 in Ardres) entstammte dem Haus Albon und war ab 1331 Herr von Beaujeu und ab 1346 Herr von Montpensier. Er war der Sohn von Guichard VI. de Beaujeu, Herr von Beaujeu, und Marie de Châtillon, Tochter von Gaucher V. de Châtillon, Connétable von Frankreich.
Édouard de Beaujeu nahm 1346 an der Schlacht bei Crécy teil und wurde im Jahr darauf zum Marschall von Frankreich ernannt. 1349/50 wurde er Generalkapitän von Picardie und Artois. Er fiel bei Calais bei einem Gefecht mit den Engländern.
Mit Ehevertrag vom 12. Februar 1333 heiratete er Marie de Thil, † 4. März 1360, Tochter von Jean I., Seigneur de Thil. Ihre Kinder waren:
- Antoine de Beaujeu (* 12. August 1343, † 14. August 1374), 1351 Herr von Beaujeu etc.; ⚭ 4. August 1362 Béatrice de Chalon, Dame de Broyes, † nach Juli 1402, Tochter von Jean II. de Chalon, seigneur d‘Arlay (Haus Chalon)
- Marguerite de Beaujeu (* 20. Dezember 1346, † Januar 1402), Dame de Berzay, als Witwe geistlich; ⚭ 16. Juli 1362 Jacques de Savoie, Herr von Piemont, † 14. Mai 1367